# Monika Mrozowska
Monika Kinga Mrozowska (ur. 14 maja 1980 w Warszawie) – polska aktorka.

## Życiorys
W dzieciństwie przez siedem lat śpiewała w zespole dziecięcym Fasolki. Absolwentka VI Liceum Ogólnokształcącego im. Tadeusza Reytana w Warszawie (1999). Ukończyła studia pedagogiczne oraz studium ceramiki.
W latach 1999–2009 wcielała się w postać Majki, najstarszej córki Kwiatkowskich, w serialu Polsatu Rodzina zastępcza. Rola przyniosła jej ogólnopolską popularność. W 2004, wraz z Misheel Jargalsaikhan, Aleksandrą Szwed, Aleksandrem Ihnatowiczem i Sergiuszem Żymełką otrzymała Nagrodę Specjalną Fundacji Polsat Złote serce. Od 2016 gra w serialu kryminalnym TV4 Sprawiedliwi – Wydział Kryminalny.
Dwukrotnie brała udział w sesji zdjęciowej dla magazynu „Playboy”: w październiku 2004 i listopadzie 2008.
Była gościem programu Rozmowy w toku (2005) i uczestniczyła w programach Jak oni śpiewają (2008), Celebrity Splash! (2015) i Agent – Gwiazdy (2016), ponadto wystąpiła gościnnie w programie Hipnoza (2018).
Jest wegetarianką, autorką książek o tematyce kulinarnej.

## Życie prywatne
Ma młodszego o sześć lat brata Tomasza. W latach 2003–2012 jej mężem był Maciej Szaciłło, z którym ma dwie córki: Karolinę (ur. 2003) i Jagodę (ur. 2010). W latach 2012–2018 była w związku z operatorem filmowym Sebastianem Jaworskim, z którym ma syna Józefa (ur. 2014). W latach 2019–2021 była związana z producentem eventowym Maciejem Auguścikiem-Lipką, z którym ma syna Lucjana (ur. 2021).

## Filmografia

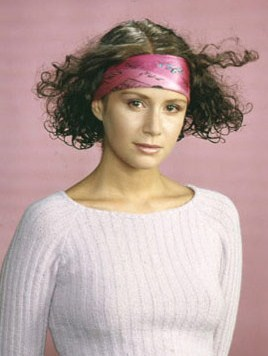
Monika Mrozowska (fot. Foksal Web Studio)

| Rok       | Tytuł                                               | Rola                                                   | Uwagi                           |
| --------- | --------------------------------------------------- | ------------------------------------------------------ | ------------------------------- |
| 1990      | Kapitan Conrad                                      |                                                        |                                 |
| 1991      | Kapitan Conrad (Joseph Conrad) (serial telewizyjny) |                                                        |                                 |
| 1999–2009 | Rodzina zastępcza                                   | Maja Kwiatkowska                                       |                                 |
| 1999      | Blues                                               | Monika                                                 | Teatr Telewizji                 |
| 1999      | W Nieparyżu i gdzie indziej                         | Hania                                                  | Teatr Telewizji                 |
| 2000      | Portret podwójny                                    |                                                        |                                 |
| 2000      | Sandra K.                                           | Marysia                                                | Teatr Telewizji                 |
| 2010      | Usta usta                                           | Maria                                                  | odc. 23                         |
| 2011      | Hotel 52                                            | Joanna Zarańska                                        | odc. 42–51                      |
| 2012      | Na dobre i na złe                                   | Roma Żbik                                              | odc. 498 pt. '' Pamięć serca '' |
| od 2016   | Sprawiedliwi – Wydział Kryminalny                   | Magdalena Chodorowska, była dziewczyna Jakuba Walczaka | 285–407                         |
| 2017      | Klan                                                | Natalia Blum                                           |                                 |
| 2017      | Przyjaciółki                                        | przyjaciółka Beaty                                     | odc. 111, 116                   |
| 2023      | Ojciec Mateusz                                      | Edyta Zacharska, żona Błażeja                          | odc. 391 pt. Co Bóg daje        |

## Książki o tematyce kulinarnej
- Słodkie i zdrowe, czyli desery, które możesz jeść codziennie (2015)
- Słodko, zdrowo, świątecznie (2016)
- Ekonomiczna ekologiczna kuchnia (2017)
- Uczta dla maluszka (2018)
- Zupy moc. 70 przepisów na zupy m.in. odchudzające, uodparniające, regenerujące (2018)
- Zdrowe przekąski (2019)
- Jak gotować, by nie marnować. Kuchnia wegańska w duchu zero waste (2020)
- Zdrowa kuchnia rodzinna (2021)
- Przepis na dobre życie (2023)[9]